# Cypress Bay High School
A Cypress Bay High School (CBHS) é uma escola pública localizada na cidade de Weston, no estado americano da Flórida. A escola recebe alunos do ensino médio americano, divididos em quatro anos. A CBHS faz parte da aliança entre Escolas Públicas do Condado de Broward.
A escola oferece uma grande variedade de caminhos acadêmicos para os alunos, incluindo 33 cursos de nível AP (Advanced Placement), o programa AICE de Cambridge e a opção de matrícula dupla em atividades acadêmicas e extracurriculares, incluindo 70 clubes e mais de 15 esportes. A Cypress Bay se tornou a primeira escola do Condado de Broward a oferecer um curso de STEM em parceria com o FBI, se tornando a segunda escola do país a ter sua versão do programa.
A Cypress Bay recebeu uma nota "10" no FCAT (Florida Comprehensive Assessment Test; mede a aptidão dos alunos das escolas públicas da Flórida) em todos os anos desde sua fundação, com exceção de 2009. Em 2016, a U.S. News deu o título de "Melhor Escola do Ensino Médio do Condado de Broward" para a CBHS, a rankeando no 243º lugar em comparação a todas as escolas dos Estados Unidos.

## História
A construção da escola se iniciou em 2001, e foi finalizada ao final de 2002. Sua localização é próxima a outra escola do Condado de Broward, a Falcon Cove Middle School.
Quando aberta, a Cypress Bay recebia aproximadamente 200 alunos da 9ª até a 11ª série do sistema americano, o equivalente a alunos do 9º até o 2º ano do ensino médio no Brasil. Em 2003, foi a vez das séries 10ª a 12ª (equivalentes ao ensino médio completo do Brasil) serem ocuparem o campus da CBHS. O 9º ano foi realocado em um prédio ao lado. Esse esquema durou até 2008, quando o prédio que a 9ª série ocupava foi demolido. Um novo prédio, agora com capacidade maior (36 salas de aula) foi construído com o objetivo de diminuir a grande população de alunos no campus até então pequeno da CBHS. Os alunos que se formaram em 2006 foram os primeiros a passar os quatro anos completos de ensino médio na escola. Isso não aconteceu novamente até a classe de formandos de 2012. Justamente por esse fato, a cerimônia de formatura aconteceu no recém-construído Marlins Park e o até então Vice-Presidente Joe Biden discursou no evento.
Durante os anos de 2007 e 2008, a Cypress Bay atingiu seu nível máximo de estudantes. Com mais de 5 mil alunos, foi nomeada a "escola mais populosa dos Estados Unidos" em 2007. Como uma medida de segurança, a diretoria da escola enviou os estudantes recém-matriculados para a Western High School, escola vizinha. Em 2009, os limites da escola mudaram e todos os estudantes situados no "sul" da Griffin Road foram matriculados automaticamente na West Broward High School. Estudantes no prédio da Bonaventure foram transferidos Western High School.
No começo de 2019, a construção do novo prédio da Cypress Bay foi iniciada para aumentar a capacidade da escola. Durante a Pandemia de COVID-19 nos Estados Unidos, as obras continuaram e estima-se que elas sejam finalizadas em 2022. Inicialmente, o novo prédio teria três andares e seria construído em forma de um raio (por conta do mascote da escola). Por conta de problemas envolvendo o design do prédio, a construção de escadas, elevatores e corredores o projeto inicial foi descartado. Muitas críticas foram direcionadas a direção da escola pela ideia primária e seu custo de mais de 10 milhões de dólares. Foi mencionado que outras escolas do condado ficaram insatisfeitas pois enquanto a Cypress Bay apresentava a ideia de um novo prédio em formato de raio, as escolas restantes sofriam com "renovações, reparos e retrofits".

## Esporte
O time de futebol masculino da Cypress Bay venceu o torneio da FHSAA (Florida High School Athletic Association) na Classe 5A de 2012 a 2017. Em 2012, a ESPN deu ao time de futebol masculino da CBHS o título de "Melhor time dos Estados Unidos" pela temporada.

## Produção Televisiva
A escola possui um clube de produção televisiva. A CBHS está ranqueada a nível nacional e ganhou múltiplos prêmios incluindo da Student Television Network e da SkillsUSA. Em sua história recente, a Cypress Bay High School venceu o prêmio de "Film Excellence" no evento da STN (Student Television Network) de 2021 pelo documentário produzido por Ryan Orejarena e Oliver Sulla. A escola também conquistou o segundo lugar na mesma premiação na categoria "Remote News/Feature Story" com a aluna Isabella Chiappini.

## Demografia
No ano escolar de 2017-2018, 4701 estudantes estudavam na Cypress Bay High School. A escola possui variados grupos étinicos, sendo que, no mesmo ano escolar, 2610 (55,0%) alunos se identificavam como hispânicos, 1450 (30,8%) como brancos, 222 (4,72%) como negros, 240 (5,10%) como asiáticos, 158 (3,36%) como multirracial, 21 (0,44%) como membros dos povos ameríndios e 2 (0,04%) como nativos havaianos.

## Ex-Alunos Notávies
- Daniel Bluman, israelita participante das Olímpiadas de Tóquio 2020 na modalidade de Saltos (hipismo).
- Steven Bohlemann, jogador de futebol paralímpico[23]
- Matthew Dayes, running back com passagem pela NC State e draftado em 2017 pelo Cleveland Browns.
- Danny Isidora, guard, com passagem pela Universidade de Miami e draftado em 2017 pelo Minnesota Vikings.
- Buddy Jackson, cornerback do Edmonton Eskimos na Canadian Football League.[24]
- Nico Marley, linebacker com passagem pela Tulane. Neto do músico Bob Marley.
- Andrew Meyer, estudante notório da Universidade da Flórida.
- Jake Miller, rapper, cantor e compositor.[25]